# Sepia (farve)
 "Sepia" omdirigeres hertil. For dyret, se sepiablæksprutte.
Tegning og maling med sepia er med anvendelse af den mørkebrune vandfarve, udvundet af Sepiablækspruttens brune saft i blæksækken. Sepia benyttedes især meget i slutningen af 18. århundrede, inden det rene akvarelmaleri fik herredømmet.
Det skal være Jakob Crescenz Seydelmann (1750—1829), der under et ophold i Italien i 1770’erne først med afgjort held praktiserede anvendelsen af blækspruttens farve til opnåelse af tone på sine tegninger. I England fandt den ny fremgangsmåde hurtig udbredelse, ikke mindst i dilettantkredse.
- Anvendelse af sepia i tegning og fotografi
- Sepiategning af Caspar David Friedrich : Arkona ved måneopgang
- Sepiatonet fotografi fra 1895